# Fundación Emilio Herrera Linares
Fundación Emilio Herrera Linares (FEHL) es una organización nacida en 1994 para dar a conocer la figura del aviador, científico, militar y político Emilio Herrera Linares que sufrió el exilio con la caída de la Segunda República Española.

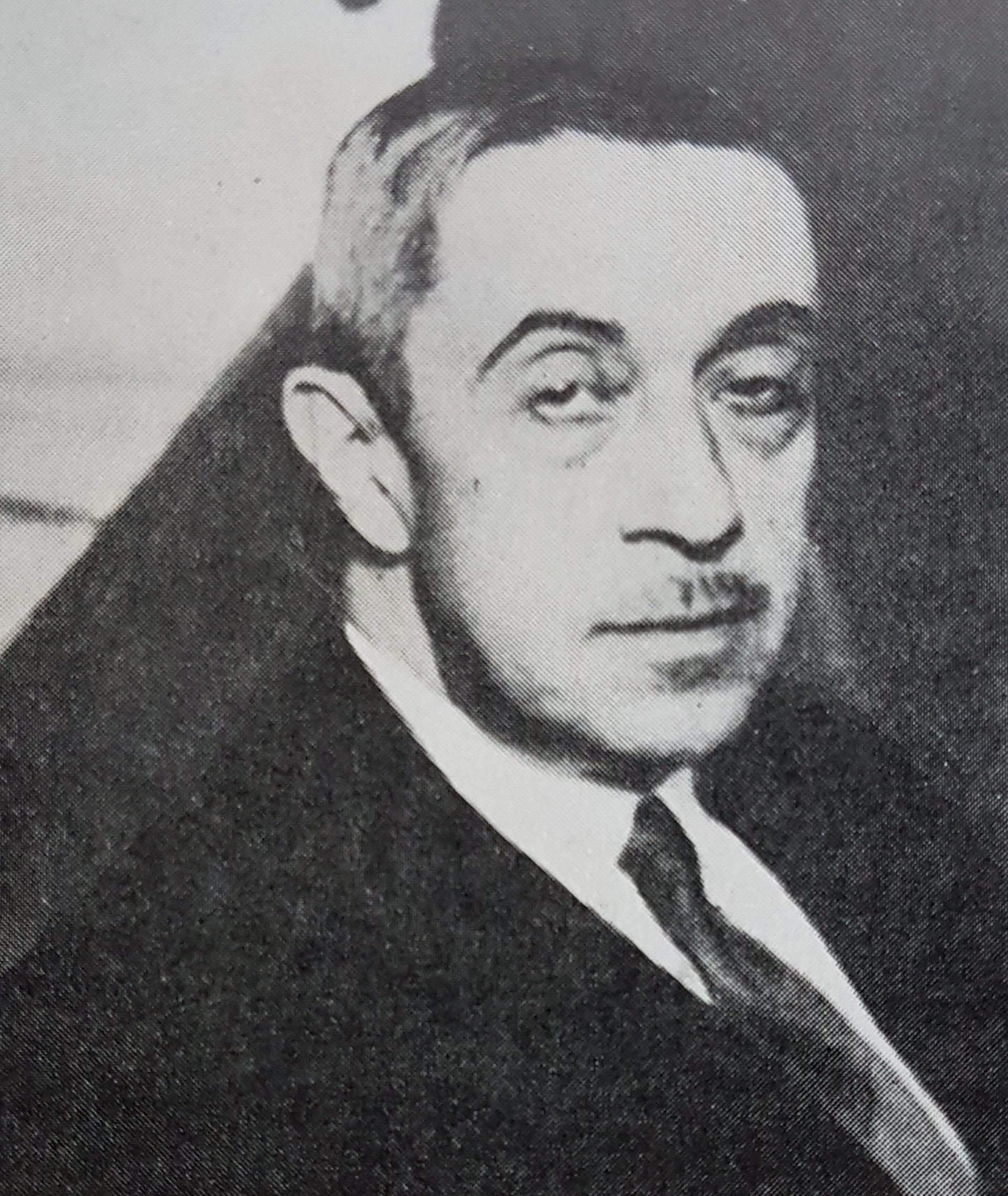
Emilio Herrera Linares

## Origen
La fundación se crea a iniciativa de amigos, antiguos alumnos, mecánicos, pilotos y su familia en ocasión del homenaje realizado en 1993 por la ciudad de Granada para la repatriación y sepelio de los restos mortales y su nombramiento como Hijo Predilecto de la ciudad.
Empieza a funcionar gracias a la Asociación de Aviadores de la República (ADAR) y a consolidarse con la ayuda de la Escuela Técnica Superior de Ingenieros Aeronáuticos, de la Asociación de Ingenieros Aeronáuticos, del Colegio de Ingenieros Aeronáuticos y de la Fundación Aena.

## Objetivos
Tiene tres objetivos esenciales:
- rescatar y dar a conocer la figura de Emilio Herrera
- divulgar su herencia científica, intelectual y humanística
- continuar su obra fomentando la cultura aeronáutica y el desarrollo de la aviación española.